# 2019年英國保守黨開除黨籍風波
2019年9月3日，英國保守黨21名下議院議員被收回黨鞭，等同開除黨籍。事源是他們支持一個緊急動議，容許下议院在9月4日控制議程辯論《2019年歐洲聯盟（退出）法案（第6號）》。表決後數小時，首席黨鞭馬克·斯賓塞通知倒戈的議員不能再以保守黨身份參與國會會議。
被開除黨籍的包括下議院院父（祁淦禮），前財政大臣（祁淦禮、夏文達），多名前內閣大臣（格雷格·克拉克、大衛·高克、簡意寧、多米尼克·格里夫、奥利弗·莱特温、卡罗琳·诺克斯和羅利·斯圖爾特），以及前首相邱吉爾的外孫（尼古拉斯·索梅斯）等人。
10月29日，10名黨籍被開除的議員獲恢復黨籍，當中4人代表保守黨出選同年大選並勝出，另外6人決定落馬。繼續被開除黨籍的11人中，6人放棄參選，其餘5人以自由民主黨或無黨籍身份競逐連任，全數落敗。

## 背景

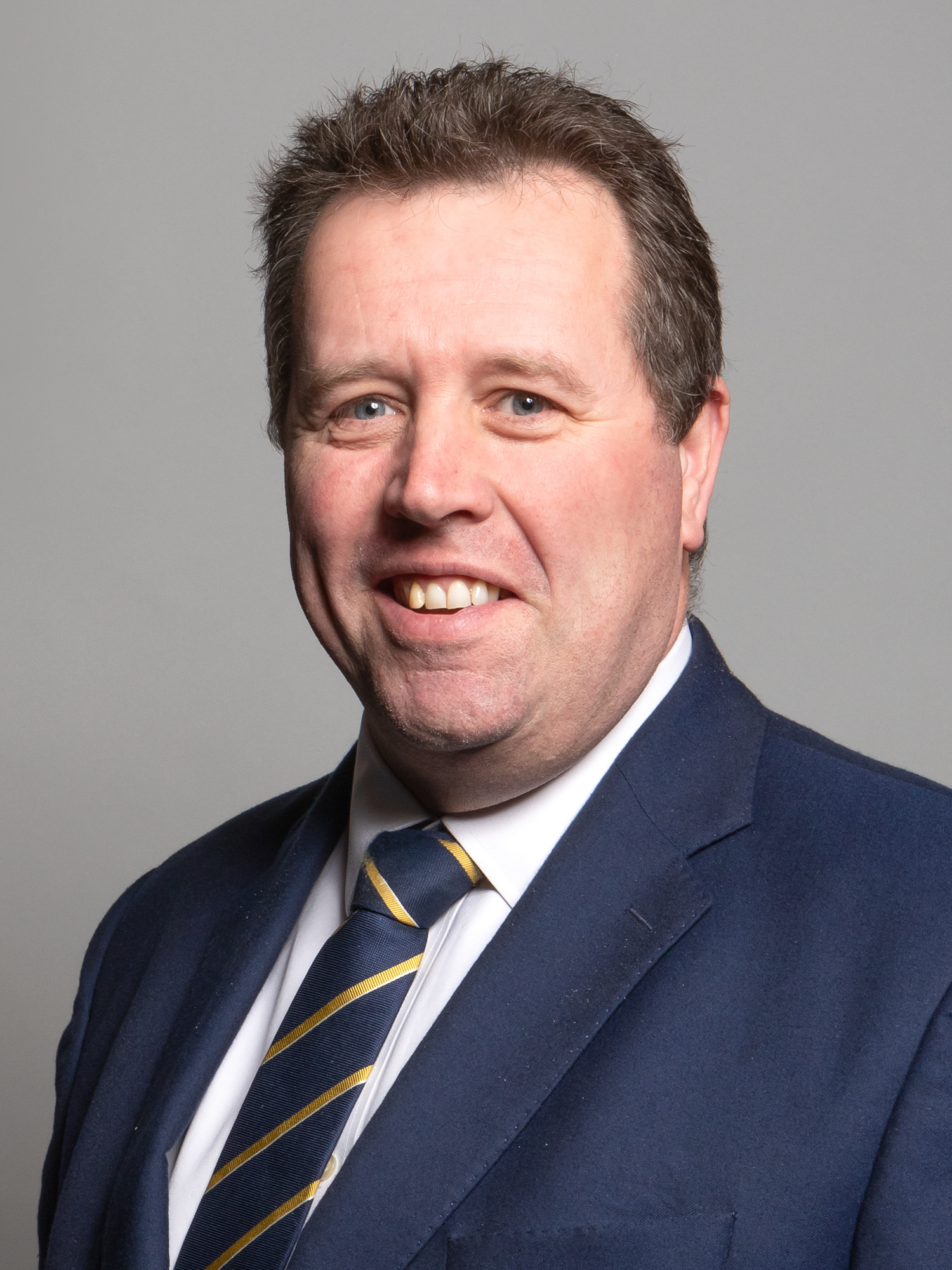
負責收回黨鞭的首席黨鞭馬克·斯賓塞

2019年4月，下議院議長约翰·伯科容許奥利弗·莱特温爵士動議，讓下議院控制《歐洲聯盟（退出）法案（第5號）》（又被稱爲「庫珀－萊特溫議案」）的二讀程序、法案委員會、以及三讀程序。動議以一票之差獲通過，《2019年歐洲聯盟（退出）法案》亦在同日獲通過。
時任首相文翠珊曾多次呈交脫歐協議到國會，而支持協議且反對無協議「硬脫歐」的保守黨下議員，就被傳媒稱為「高克小隊」（英語：Gaukeward Squad），取名自小隊的「隊長」大衛·高克。不過，文翠珊的協議最終仍然被否決，接續由下任首相鲍里斯·约翰逊處理脫歐工作。
2019年9月，白高漢又准許萊特溫根據《會議常規》第24條，動議從政府手中取得議程控制權，讓彭浩禮提出的《2019年歐洲聯盟（退出）法案（第6號）》能獲通過。表決前夕，政府的黨鞭辦公室表明，支持萊特溫動議實際上是「破壞政府的談判立場，將國會的控制權交給郝爾彬」。因此，支持該動議的保守黨議員最終被開除黨籍。

## 涉事議員
21名倒戈議員如下：
| 肖像 | 議員                | 選區               | 黨籍情況 | 黨籍情況                       | 2019年大選選況                     |
| ---- | ------------------- | ------------------ | -------- | ------------------------------ | ---------------------------------- |
|      | 吉托·貝伯           | 艾伯康威           |          | 現為無黨籍                     | 放棄競逐連任                       |
|      | 理查·貝尼昂         | 紐伯里             |          | 黨籍在2019年10月29日恢復       | 放棄競逐連任                       |
|      | 史蒂芬·布賴恩       | 溫徹斯特           |          | 黨籍在2019年10月29日恢復       | 代表保守黨參選勝出                 |
|      | 阿利斯特·伯特       | 東北貝德福德郡     |          | 黨籍在2019年10月29日恢復       | 放棄競逐連任                       |
|      | 格雷格·克拉克       | 坦布里奇韋爾斯     |          | 黨籍在2019年10月29日恢復       | 代表保守黨參選勝出                 |
|      | 祁淦禮              | 拉什克利夫         |          | 現為無黨籍                     | 放棄競逐連任                       |
|      | 大衛·高克           | 西南赫特福德郡     |          | 現為無黨籍                     | 無黨籍參選，被保守黨擊敗           |
|      | 簡意寧              | 帕特尼             |          | 現為無黨籍                     | 放棄競逐連任                       |
|      | 多米尼克·格里夫     | 比肯斯菲爾德       |          | 現為無黨籍                     | 無黨籍參選，被保守黨擊敗           |
|      | 山姆·吉馬           | 東薩里             |          | 在2019年9月14日加入自由民主黨  | 代表自民黨參選肯辛頓，被保守黨擊敗 |
|      | 夏文達              | 蘭尼米德和韋布里奇 |          | 現為無黨籍                     | 放棄競逐連任                       |
|      | 史提芬·哈蒙德       | 溫布頓             |          | 黨籍在2019年10月29日恢復       | 代表保守黨參選勝出                 |
|      | 理查德·哈林顿       | 沃特福德           |          | 黨籍在2019年10月29日恢復       | 放棄競逐連任                       |
|      | 玛戈特·詹姆斯       | 斯陶爾布里奇       |          | 黨籍在2019年10月29日恢復       | 放棄競逐連任                       |
|      | 奥利弗·莱特温爵士   | 西多塞特           |          | 現為無黨籍                     | 放棄競逐連任                       |
|      | 安妮·弥尔顿         | 吉爾福德           |          | 現為無黨籍                     | 無黨籍參選，被保守黨擊敗           |
|      | 卡罗琳·诺克斯       | 羅姆塞和北南安普頓 |          | 黨籍在2019年10月29日恢復       | 代表保守黨參選勝出                 |
|      | 宋碧芝              | 埃迪斯伯里         |          | 在2019年10月31日加入自由民主黨 | 代表自民黨參選，被保守黨擊敗       |
|      | 尼古拉斯·索梅斯爵士 | 中薩塞克斯         |          | 黨籍在2019年10月29日恢復       | 放棄競逐連任                       |
|      | 羅利·斯圖爾特       | 彭里斯和邊區       |          | 現為無黨籍                     | 放棄競逐連任                       |
|      | 艾德·維濟           | 旺蒂奇             |          | 黨籍在2019年10月29日恢復       | 放棄競逐連任                       |

## 後續
9月5日，大學國務大臣約翰森宣布辭職並退出內閣，以及放棄競逐連任議員。《每日电讯报》報導指，是次開除黨籍的事件是觸發首相弟弟掛冠的導火線。
9月7日，就業及退休保障大臣盧綺婷亦告請辭，以及退出保守黨。她批評約翰遜的脫歐政策，以及黨對倒戈議員的處理手法。
9月14日，曾參選保守黨黨魁的翟彥明，因為被開除黨籍而轉投自民黨。10月4日，同樣曾經參選黨魁的前內閣大臣施達偉亦離開保守黨，以無黨籍的身份參選倫敦市長。
10月29日，10名黨籍被開除的議員獲恢復黨籍，包括潘禮卓、柏思域、畢毅達、祈國光、夏世勳、夏永霆、章曼琪、盧嘉蓮、宋立勤爵士、韋毅思。
10月31日，宋碧芝加入自民黨。11月5日，夏文達宣布放棄競逐連任議員。